# Socialistiska republiken Kroatien
Socialistiska republiken Kroatien, förkortat SR Kroatien eller SRK (kroatiska: Socijalistička Republika Hrvatska, förkortat SR Hrvatska eller SRH). SR Kroatien är föregångaren till dagens Kroatien och existerade 1963-1991 som en av sex konstituerade delstater i den Socialistiska federativa republiken Jugoslavien. Från 1945 hade Kroatien ingått i Jugoslavien som Folkrepubliken Kroatien.
SR Kroatien fick sitt namn sedan Folkrepubliken Jugoslavien 1963 antagit en ny grundlag. Den nya grundlagen innebar att förbundsstaten bytte namn till den Socialistiska federativa republiken Jugoslavien. Delstaternas epitet, ”folkrepubliken”, avskaffades och istället infördes epitetet ”socialistiska republiken” till delstatsnamnen.